# 沃多拉濟克 (布利茲紐基區)
48°44′42″N 36°26′39″E / 48.74500°N 36.44417°E
沃多拉濟克（烏克蘭語：Водолазьке）是位於烏克蘭東部的村莊，由哈爾科夫州洛佐瓦區的布利茲紐基市鎮負責管轄。該村始建於1925年，面積0.32平方公里，海拔高度119米，2001年人口74，人口密度每平方公里231.3人。